# Discografia de Devo
A discografia do Devo, banda new wave americana formada em 1973, é composta por 25 singles e 9 álbuns de estúdio. A Devo foi fundada por Gerald Casale, Bob Lewis e Mark Mothersbaugh. Devo atualmente é composto pelos irmãos Mark Mothersbaugh (sintetizadores, guitarra, vocal principal) e Bob Mothersbaugh (guitarra principal, vocal principal e backing vocals), Gerald Casale (baixo, teclados, vocal principal e backing vocals), Josh Hager (guitarra base, teclados) e Josh Freese (bateria). A banda ganhou destaque nos Estados Unidos durante a era new wave com seu single "Whip It". A banda lançou nove álbuns de estúdio, dez peças estendidas, quatorze álbuns de compilação, dez álbuns ao vivo, um álbum de trilha sonora e vinte e cinco singles.
Antes de assinar um contrato de gravação com a Warner Bros. nos Estados Unidos, a banda lançou vários singles pelo selo independente Stiff Records que alcançou sucesso no Reino Unido. Devo seguiu com seu primeiro álbum completo Q: Are We Not Men? A: We Are Devo! em julho de 1978. O álbum alcançou a 12ª posição no Reino Unido e a 78ª posição nos Estados Unidos. Em 1980, Devo lançou Freedom of Choice , que ganhou disco de platina nos Estados Unidos e ouro no Canadá, tornando-se o álbum mais vendido. Seu álbum seguinte de 1981, New Traditionalists, alcançou a 23ª posição nas paradas americanas e foi seu último álbum nas paradas do Reino Unido. O sucesso do Devo nas paradas caiu lentamente ao longo da década até que eles lançaram seu aparentemente último álbum de estúdio, Smooth Noodle Maps, em 1990; falhou nas paradas nos Estados Unidos ou no Reino Unido.
Em 1996, Devo lançou um jogo multimídia de aventura em CD-ROM, Devo Presents Adventures of the Smart Patrol, através do Inscape. Os membros do Devo também começaram a gravar juntos sob diferentes pseudônimos, incluindo os influenciados pelo surf rock Wipeouters e Jihad Jerry & the Evildoers. De 1990 a 2009, nenhum novo álbum com o nome Devo foi lançado. No entanto, um novo single, "Watch Us Work It", foi lançado como um download digital em 2007 e como parte de um EP de 12 polegadas em 2008. Um novo álbum de estúdio, Something for Everybody, foi lançado em 15 de junho de 2010.
Um álbum tributo a Devo, intitulado We Are Not Devo, foi lançado pela Centipede Records em 1997 e contou com a participação de vários artistas - incluindo The Aquabats, Voodoo Glow Skulls e The Vandals - fazendo covers de algumas das canções da banda. 

## Álbuns

### Álbuns de estúdio
| Ano                                                 | Título | Posição | Posição | Posição | Posição | Posição | Certificações              |
| Ano                                                 | Título | US      | AUS     | CAN     | NZ      | UK      | Certificações              |
| --------------------------------------------------- | --- | ------- | ------- | ------- | ------- | ------- | -------------------------- |
| 1978                                                | Q: Are We Not Men? A: We Are Devo! - Lançamento: Agosto de 1978 - Gravadora: Warner Bros. - Formatos: CD, cassete, vinil, cartucho | 78      | 57      | —       | 7       | 12      | - RIAA: Ouro - BPI: Prata  |
| 1979                                                | Duty Now for the Future - Lançamento: Julho de 1979 - Gravadora: Warner Bros. - Formatos: CD, cassete, vinil, cartucho             | 73      | 51      | 87      | 13      | 49      |                            |
| 1980                                                | Freedom of Choice - Lançamento: Maio de 1980 - Gravadora: Warner Bros. - Formatos: CD, cassete, vinil, cartucho                    | 22      | 5       | 75      | 9       | 47      | - RIAA: Platina - MC: Ouro |
| 1981                                                | New Traditionalists - Lançamento: Agosto de 1981 - Gravadora: Warner Bros. - Formatos: CD, cassete, vinil, cartucho                | 23      | 3       | 32      | 6       | 50      |                            |
| 1982                                                | Oh, No! It's Devo - Lançamento: Outubro de 1982 - Gravadora: Warner Bros. - Formatos: CD, vinil, cartucho                          | 47      | 57      | —       | 10      | —       |                            |
| 1984                                                | Shout - Lançamento: Outubro de 1984 - Gravadora: Warner Bros. - Formatos: CD, cassete, vinil                                       | 83      | —       | 92      | —       | —       |                            |
| 1988                                                | Total Devo - Lançamento: Maio de 1988 - Gravadora: Enigma - Formatos: CD, cassete, vinil, DAT                                      | 189     | —       | —       | —       | —       |                            |
| 1990                                                | Smooth Noodle Maps - Lançamento: Junho de 1990 - Gravadora: Enigma - Formatos: CD, cassete, vinil, DAT                             | —       | —       | —       | —       | —       |                            |
| 2010                                                | Something for Everybody - Lançamento: 15 de Junho de 2010 - Gravadora: Warner Bros. - Formatos: CD, vinil, digital                 | 30      | —       | —       | —       | 164     |                            |
| "—" denota lançamentos que não chegaram às paradas. | |         |         |         |         |         |                            |

### Álbuns ao vivo
| Ano  | Título                                                                                               | Notas                                                                                             |
| ---- | --- | ------------------------------------------------------------------------------------------------- |
| 1981 | DEV-O Live - Lançamento: 1981 - Gravadora: Warner Bros.                                              | - EP ao vivo                                                                                      |
| 1989 | Now It Can Be Told: DEVO at the Palace - Lançamento: 1989 - Gravadora: Enigma                        | - Gravado em 1988                                                                                 |
| 1992 | DEVO Live: The Mongoloid Years - Lançamento: Outubro de 1992 - Gravadora: Rykodisc                   |                                                                                                   |
| 2005 | Devo Live 1980 - Lançamento: 12 de Julho de 2005 - Gravadora: Target Video                           | - DualDisc contendo a performance em áudio e vídeo                                                |
| 2005 | Live in Central Park - Lançamento: 26 de Julho de 2005 - Gravadora: DiscLive                         |                                                                                                   |
| 2012 | Live 1981 Seattle - Lançamento: 21 de Abril de 2012 - Gravadora: Booji Boy                           | - Lançado no Record Store Day - Versão em CD lançada em 14 de Maio de 2013, com duas faixas bônus |
| 2014 | Live at Max's Kansas City - November 15, 1977 - Lançamento: 19 de Abril de 2014 - Gravadora: Jackpot | - Lançado no Record Store Day                                                                     |
| 2014 | Butch Devo and the Sundance Gig - Lançamento: 19 de Abril de 2014 - Gravadora: MVD                   | - Lançado no Record Store Day - Vinil picture disc - Inclui um DVD                                |
| 2014 | Miracle Witness Hour - Lançamento: 17 de Novembro de 2014 - Gravadora: Futurismo                     | - Ao vivo no Eagle Street Saloon em Cleveland, Ohio, 1977.                                        |
| 2015 | Hardcore Devo Live! - Lançamento: 24 de Fevereiro de 2015 - Label: MVD                               |                                                                                                   |

### Trilhas sonoras
| Ano  | Título                                                                                  | Notas |
| ---- | --------------------------------------------------------------------------------------- | --- |
| 1996 | Adventures of the Smart Patrol - Lançamento: 27 de Agosto de 1996 - Gravadora: Discover | - Trilha sonora do jogo em CD-ROM para PC de Devo com o mesmo nome. Inclui algumas canções de catálogo, duas novas canções, uma gravação de demo e algumas faixas de outros artistas. |

### Álbuns de compilação
| Ano  | Título | Notas |
| ---- | --- | --- |
| 1987 | E-Z Listening Disc - Lançamento: 1987 - Gravadora: Rykodisc                                                      | - Compila todas as faixas, exceto uma, dos dois E-Z Listening Muzak Cassettes do Devo, que estavam disponíveis apenas no Club Devo em 1981 e 1984, respectivamente, consistindo em versões instrumentais de canções clássicas do Devo tocadas no estilo de Easy listening ou new age music. |
| 1990 | Hardcore Devo: Volume One - Lançamento: 17 de Agosto de 1990 - Gravadora: Rykodisc                               | - Gravações demo do porão de 1974–1977. |
| 1990 | Devo's Greatest Hits - Lançamento: Dezembro de 1990 - Gravadora: Warner Bros.                                    | |
| 1990 | Devo's Greatest Misses - Lançamento: Dezembro de 1990 - Gravadora: Warner Bros.                                  | |
| 1991 | Hardcore Devo: Volume Two - Lançamento: 23 de Agosto de 1991 - Gravadora: Rykodisc                               | - Mais gravações demo do porão de 1974–1977. |
| 1993 | Hot Potatoes: The Best of Devo - Lançamento: 1993 - Gravadora: Virgin                                            | |
| 1998 | Greatest Hits - Lançamento: 3 de Novembro de 1998 - Gravadora: Discover                                          | - Compilação de orçamento. |
| 2000 | Pioneers Who Got Scalped: The Anthology - Lançamento: 9 de Maio de 2000 - Gravadora: Rhino/Warner Bros. Archives | - Conjunto de dois discos abrangendo toda a carreira de Devo. Contém 17 faixas inéditas. |
| 2000 | Recombo DNA - Lançamento: 2000 - Gravadora: Rhino Handmade                                                       | - Conjunto de dois discos de edição limitada de material inédito, incluindo demos, mixagens alternativas, faixas ao vivo e outtakes. |
| 2002 | The Essentials - Lançamento: 2 de Abril de 2002 - Gravadora: Rhino                                               | - Compilação de orçamento. |
| 2003 | Whip It & Other Hits - Lançamento: 10 de Outubro de 2003 - Gravadora: Rhino                                      | - Compilação de orçamento. |
| 2013 | Something Else for Everybody - Lançamento: 23 de Julho de 2013 - Gravadora: Warner Bros.                         | - Uma coleção digital de 11 faixas das sessões de Something for Everybody que não entraram no álbum. Lançado em CD pela Booji Boy Records em 20 de maio de 2014. |
| 2015 | Social Fools: The Virgin Singles 1978–1982 - Lançamento: 23 de Outubro de 2015 - Gravadora: Virgin               | - Uma compilação de todos os singles lançados no Reino Unido pela Virgin Records. |
| 2016 | E-Z Listening Muzak - Lançamento: 2016 - Gravadora: Futurismo                                                    | - Relançamento do CD E-Z Listening Disc com a faixa da cassete omitida e nova gravação de "Human Rocket" |
| 2023 | Art Devo 1973–1977 - Lançamento: Setembro de 2023                                                                | - Coleção de raridades dos primeiros anos |
| 2023 | 50 Years of De-Evolution 1973–2023 - Lançamento: Outubro de 2023                                                 | - Coleção de sucessos e raridades |

### Box sets
| Ano  | Título                                                                                         | Notas |
| ---- | ---------------------------------------------------------------------------------------------- | --- |
| 2008 | This Is the Devo Box - Lançamento: 23 de Julho de 2008 - Gravadora: Warner Music Life          | - Caixa de CDs totalmente remasterizada dos lançamentos da Devo's Warner Brothers (incluindo DEV-O Live) em réplicas de capa de LP em miniatura. Disponível apenas no Japão. Uma versão em vinil (menos DEV-O Live e "Working in the Coal Mine" de 7 polegadas) foi lançada nos Estados Unidos para o Record Store Day 2019. |
| 2009 | The Ultra DEVO-lux Ltd. Edition - Lançamento: 23 de Dezembro de 2009 - Gravadora: Warner Bros. | - Caixa de edição limitada contendo CDs remasterizados de Q: Are We Not Men? A: We Are Devo! e Freedom of Choice, um DVD ao vivo de Devo apresentando Q: Are We Not Men? no London Forum, um DVD de videoclipes e um single de 7 polegadas de "Jocko Homo" e "Mongoloid" em vinil amarelo.                                   |

### Extended plays
| Ano                                                 | Título                                                                                                | Posição | Posição | Posição | Posição | Notas |
| Ano                                                 | Título                                                                                                | US      | AUS     | NZ      | UK      | Notas |
| --------------------------------------------------- | --- | ------- | ------- | ------- | ------- | --- |
| 1977                                                | B Stiff EP - Gravadora: Stiff - Formatos: Vinil                                                       | —       | —       | —       | —       | - Compila os três primeiros singles de Devo lançados pela Stiff Records. |
| 1978                                                | Mechanical Man EP - Gravadora: Elevator - Formatos: Vinil                                             | —       | —       | —       | —       | - O webmaster do "Club Devo", Michael Pilmer, afirma que foi uma promoção produzida pela Virgin Records e incluída em algumas cópias do álbum de estreia da banda, Q: Are We Not Men? A: We Are Devo! No Reino Unido. |
| 1981                                                | DEV-O Live - Gravadora: Warner Bros. - Formatos: CD, vinil                                            | 50      | 1       | 14      | —       | - EP ao vivo da turnê Freedom of Choice. |
| 1983                                                | Theme from Doctor Detroit - Gravadora: Enigma - Formatos: Vinil                                       | 59      | 88      | 42      | 98      | |
| 1988                                                | Baby Doll EP - Gravadora: Enigma - Formatos: CD, vinil                                                | —       | —       | —       | —       | |
| 1988                                                | Disco Dancer EP - Gravadora: Enigma - Formatos: CD, vinil, mini CD                                    | —       | —       | —       | —       | |
| 1990                                                | Post Post-Modern Man EP - Gravadora: Enigma - Formats: CD                                             | —       | —       | —       | —       | |
| 2008                                                | Watch Us Work It - Gravadora: MVD - Formatos: Vinil                                                   | —       | —       | —       | —       | - Lançamento em vinil do single para download. |
| 2010                                                | Song Study EP - Gravadora: Warner Bros. - Formatos: Download digital                                  | —       | —       | —       | —       | |
| 2011                                                | What We Do: Electro-Devo Remix Cornucopia – EP - Gravadora: Warner Bros. - Formatos: Download digital | —       | —       | —       | —       | |
| "—" denota lançamentos que não chegaram às paradas. | |         |         |         |         | |

### Singles
| Ano                                                 | Título                                                                                                  | Posição | Posição  | Posição | Posição | Posição | Posição | Certificações           | Álbum/EP                           |
| Ano                                                 | Título                                                                                                  | US      | US Dance | AUS     | CAN     | NZ      | UK      | Certificações           | Álbum/EP                           |
| --------------------------------------------------- | --- | ------- | -------- | ------- | ------- | ------- | ------- | ----------------------- | ---------------------------------- |
| 1977                                                | "Mongoloid"                                                                                             | —       | —        | —       | —       | —       | —       |                         | B Stiff (EP)                       |
| 1977                                                | "(I Can't Get No) Satisfaction"                                                                         | —       | —        | 98      | —       | —       | 41      |                         | B Stiff (EP)                       |
| 1978                                                | "Be Stiff"                                                                                              | —       | —        | —       | —       | —       | 71      |                         | B Stiff (EP)                       |
| 1978                                                | "Jocko Homo"                                                                                            | —       | —        | —       | —       | —       | 62      |                         | Q: Are We Not Men? A: We Are Devo! |
| 1978                                                | "Come Back Jonee"                                                                                       | —       | —        | —       | —       | —       | 60      |                         | Q: Are We Not Men? A: We Are Devo! |
| 1979                                                | "The Day My Baby Gave Me a Surprize" e "Penetration in the Centrefold" (faixa não pertencente ao álbum) | —       | —        | —       | —       | —       | —       |                         | Duty Now for the Future            |
| 1979                                                | "Secret Agent Man"                                                                                      | —       | —        | —       | —       | —       | —       |                         | Duty Now for the Future            |
| 1980                                                | "Girl U Want"                                                                                           | —       | —        | —       | —       | —       | —       |                         | Freedom of Choice                  |
| 1980                                                | "Whip It"                                                                                               | 14      | 8[A]     | 77      | 11      | 11      | 51      | - RIAA: Gold - MC: Gold | Freedom of Choice                  |
| 1980                                                | "Freedom of Choice"                                                                                     | —       | 8[A]     | 71      | —       | —       | —       |                         | Freedom of Choice                  |
| 1981                                                | "Working in the Coal Mine"                                                                              | 43[B]   | 30       | 20      | 17      | 8       | —       |                         | Heavy Metal (trilha sonora)        |
| 1981                                                | "Beautiful World"                                                                                       | —       | —        | 14      | —       | 15      | —       |                         | New Traditionalists                |
| 1981                                                | "Through Being Cool"                                                                                    | —       | 32[C]    | —       | —       | —       | —       |                         | New Traditionalists                |
| 1982                                                | "Jerkin' Back 'n' Forth" e "Mecha-Mania Boy" (faixa não pertencente ao álbum)                           | —       | —        | —       | —       | —       | —       |                         | New Traditionalists                |
| 1982                                                | "Peek-a-Boo!"                                                                                           | —       | 13       | 45      | —       | —       | —       |                         | Oh, No! It's Devo                  |
| 1982                                                | "That's Good"                                                                                           | —       | 6[D]     | —       | —       | —       | —       |                         | Oh, No! It's Devo                  |
| 1983                                                | "Theme from Doctor Detroit"                                                                             | 59      | 50       | 88      | —       | 42      | 98      |                         | Doctor Detroit (trilha sonora)     |
| 1984                                                | "Are U Experienced?"                                                                                    | —       | —        | —       | —       | —       | —       |                         | Shout                              |
| 1985                                                | "Here to Go"                                                                                            | [E]     | —        | 40      | —       | —       | —       |                         | Shout                              |
| 1985                                                | "Shout"                                                                                                 | —       | —        | —       | —       | —       | —       |                         | Shout                              |
| 1988                                                | "Disco Dancer"                                                                                          | [E]     | 45       | —       | —       | —       | —       |                         | Total Devo                         |
| 1988                                                | "Baby Doll"                                                                                             | —       | —        | —       | —       | —       | —       |                         | Total Devo                         |
| 1990                                                | "Post Post-Modern Man"                                                                                  | [F]     | 26       | —       | —       | —       | —       |                         | Smooth Noodle Maps                 |
| 1990                                                | "Stuck in a Loop"                                                                                       | -       | -        | —       | —       | —       | —       |                         | Smooth Noodle Maps                 |
| 2007                                                | "Watch Us Work It"                                                                                      | —       | —        | —       | —       | —       | —       |                         | Something for Everybody            |
| 2009                                                | "Don't Shoot (I'm a Man)"                                                                               | —       | —        | —       | —       | —       | —       |                         | Something for Everybody            |
| 2010                                                | "Fresh"                                                                                                 | —       | —        | —       | —       | —       | —       |                         | Something for Everybody            |
| 2010                                                | Greetings from Akron, Ohio (Divisão com The Black Keys) a faixa do Devo é "Human Rocket"                | —       | —        | —       | —       | —       | —       |                         | single sem álbum                   |
| 2024                                                | "Total Love"                                                                                            | —       | —        | —       | —       | —       | —       |                         | single sem álbum                   |
| "—" denota lançamentos que não chegaram às paradas. | |         |          |         |         |         |         |                         |                                    |

### Outros lançamentos
Esta seção pretende ser um compêndio de muitas faixas devidamente lançadas que Devo gravou para trilhas sonoras de TV e filmes, videogames e álbuns de compilação de vários artistas, bem como remixes raros e outros. Ele não lista nenhuma das faixas que apareceram em álbuns de estúdio e singles adequados, nem faixas de coleções de canções inéditas (como as compilações Hardcore Devo) ou lançamentos piratas ilícitos.
| Ano  | Título                                              | Fonte | Notas |
| ---- | --------------------------------------------------- | --- | --- |
| 1979 | "Flimsy Wrap"                                       | Flexi-disco de 7 polegadas incluído com cópias do disco de imagens do Reino Unido de Q: Are We Not Men? R: We Are Devo!  | Segmento de um DJ de rádio falando durante uma pausa no show da banda em 10/11/78 no Old Waldorf, San Francisco, Califórnia |
| 1979 | "It Takes a Worried Man" (AKA: "Worried Man Blues") | Pioneers Who Got Scalped: The Anthology                                                                                  | Um cover da música folk da Família Carter, do filme Human Highway |
| 1981 | "Uncontrollable Urge" (Live)                        | Urgh! A Music War: The Album                                                                                             | Gravado ao vivo no California Theatre, San Diego, CA, 20 de agosto de 1980 |
| 1982 | "That's Good" (Extended Version)                    | "That's Good" single promocional de 12 polegadas                                                                         | Mistura estendida artificialmente usando técnicas de "cortar e colar" |
| 1982 | "Speed Racer" (Extended Version)                    | "That's Good" single promocional de 12 polegadas                                                                         | Mistura estendida artificialmente usando técnicas de "cortar e colar" |
| 1983 | "Luv-Luv"                                           | Songs from the Original Motion Picture Soundtrack Doctor Detroit                                                         | |
| 1985 | "Let's Talk"                                        | Fright Night: Original Motion Picture Soundtrack. Reeditado em Pioneers Who Got Scalped: The Anthology.                  | |
| 1986 | "Bread and Butter"                                  | 9½ Weeks: Original Motion Picture Soundtrack. Reeditado em Pioneers Who Got Scalped: The Anthology.                      | Um cover da música dos Newbeats |
| 1987 | "I Wouldn't Do That to You"                         | Pioneers Who Got Scalped: The Anthology                                                                                  | Do filme Happy Hour |
| 1987 | "Itsy Bitsy Teenie Weenie Yellow Polka Dot Bikini"  | Pioneers Who Got Scalped: The Anthology                                                                                  | Um cover da música de Brian Hyland, do filme Revenge of the Nerds II: Nerds in Paradise |
| 1988 | "Bush Whacked"                                      | Recombo DNA | 1979 session outtake jam. 7-inch flexi-disc included with Volume 1, Issue 6 of Reflex Magazine in August 1988. An extended version (labeled "Prosthetic Version") was issued on Recombo DNA.                                              |
| 1988 | "Baby Doll (Sung in Spanish)"                       | Tapeheads: Music from the Original Motion Picture Soundtrack                                                             | Versão alternativa de "Baby Doll" de Total Devo |
| 1993 | "Whip It" (HMS & M Mix)                             | Hot Potatoes: The Best of Devo                                                                                           | Remixado por Psychoslaphead |
| 1995 | "Are You Ready?!"                                   | Mighty Morphin Power Rangers: the Movie - Music From and Inspired by the Motion Picture                                  | |
| 1995 | "Girl U Want" (Remake)                              | Tank Girl: Music From the Motion Picture Soundtrack                                                                      | Baseado no cover do Soundgarden |
| 1995 | "Part of You"                                       | Infinite Zero CD relançamento de Oh, No! It's Devo                                                                       | Sessão inédita de 1982 de Oh, No! It's Devo |
| 1996 | "Supercop"                                          | Supercop: Music From and Inspired by the Dimension Motion Picture                                                        | |
| 1996 | "Head Like a Hole"                                  | Supercop: Music From and Inspired by the Dimension Motion Picture. Relançado em Pioneers Who Got Scalped: The Anthology. | Um cover da música do Nine Inch Nails |
| 1996 | "Theme From Adventures of the Smart Patrol"         | Music From Adventures of the Smart Patrol                                                                                | Uma versão de estúdio de uma faixa instrumental tocada por Devo no início dos shows da turnê New Traditionalists. Gravado para o jogo em CD-ROM Inscape PC Adventures of the Smart Patrol sob o nome "The Smart Patrol".                  |
| 1996 | "That's What He Said"                               | Music From Adventures of the Smart Patrol                                                                                | Gravado para o jogo em CD-ROM Inscape PC Adventures of the Smart Patrol sob o nome "The Smart Patrol". |
| 1996 | "U Got Me Bugged" (Alternate Vocal Mix)             | Music From Adventures of the Smart Patrol                                                                                | Demo gravada em 1975 e lançada em 1991 no Hardcore Devo: Vol. 2. Overdubbed para o jogo de CD-ROM Inscape PC Adventures of the Smart Patrol.                                                                                              |
| 1997 | "Thanks to You"                                     | Pioneers Who Got Scalped: The Anthology                                                                                  | Do filme Meet Wally Sparks |
| 1997 | "Communication Break-up"                            | Pioneers Who Got Scalped: The Anthology                                                                                  | Do filme Meet Wally Sparks |
| 1998 | "Huboon Stomp"                                      | Chef Aid: The South Park Album                                                                                           | Uma versão de estúdio de uma música muito antiga do Devo que só havia sido tocada ao vivo |
| 1998 | "Witch Doctor"                                      | The Rugrats Movie: Music From the Motion Picture                                                                         | Um cover da música de Ross Bagdasarian Sr. |
| 1999 | "One Dumb Thing"                                    | Pioneers Who Got Scalped: The Anthology                                                                                  | Outtake de 1982 de Oh, No! It's Devo. Restaurado, remixado e finalizado para o jogo Interstate '82 em CD-ROM para PC. |
| 1999 | "Faster and Faster"                                 | Recombo DNA | Outtake de 1982 de Oh, No! It's Devo. Restaurado, remixado e finalizado para o jogo Interstate '82 em CD-ROM para PC. |
| 1999 | "Modern Life"                                       | Recombo DNA | Outtake de 1982 de Oh, No! It's Devo. Restaurado, remixado e finalizado para o jogo Interstate '82 em CD-ROM para PC. |
| 2000 | "The Words Get Stuck in My Throat"                  | Pioneers Who Got Scalped: The Anthology                                                                                  | Versão de estúdio de uma música cantada por Booji Boy e freqüentemente tocada ao vivo nas primeiras turnês. A música se origina do filme de ficção científica japonês de 1966, War of the Gargantuas.                                     |
| 2001 | "It's All Good"                                     | Download digital | Originalmente lançado como uma animação em flash no Shockwave, creditado a "Big Dirty Farmers". Não está mais disponível, mas o áudio circula como bootleg.                                                                               |
| 2002 | "Ohio"                                              | When Pigs Fly: Songs You Never Thought You'd Hear                                                                        | Um cover da música de Crosby, Stills, Nash & Young, narrando os eventos do massacre de Kent State em 1970. (Os membros do Devo, Mark Mothersbaugh e Gerald Casale, costumam citar esse evento como o catalisador para a criação do Devo.) |
| 2003 | "Go Monkey Go"                                      | Heroes & Villains: Music Inspired by the Powerpuff Girls                                                                 | Uma música escrita para o personagem Mojo Jojo e aparecendo em bumpers para o Cartoon Network |
| 2004 | "Whip It" (Philip Steir & Ramin Sakurai Remix)      | The Cornerstone Player 061                                                                                               | Conjunto promocional de 2 CD/1 DVD do filme Hustle & Flow. |
| 2006 | "Girl U Want" (Black Light Odyssey Mix)             | Future Retro | |
| 2009 | "Red Shark"                                         | "Devo Demo Bundle" apenas digital para fãs que compraram ingressos para shows                                            | C. 1979–1980 versão demo de "It's Not Right" |
| 2009 | "Merry Something to You"                            | Vídeo do YouTube | Lançado em dezembro de 2009. Vídeo definido para fotos da arte de Mark Mothersbaugh. Mais tarde lançado em 2010, a compilação Gift Wrapped II: Snowed In.                                                                                 |
| 2012 | "Monsterman"                                        | Série de TV Monster Man. Reeditado em Something Else for Everybody.                                                      | Música tema da série Monster Man do Syfy. |
| 2012 | "Don't Roof Rack Me, Bro! (Seamus Unleashed)"       | Download digital | Canção zombando do escândalo envolvendo o ex-cachorro de Mitt Romney, Seamus, sendo amarrado ao teto do carro da família em uma caixa de transporte de cães.                                                                              |
| 2012 | "Don't Roof Rack Me, Bro (Remember Seamus) [Remix]  | Download digital | |
| 2022 | "Empire"                                            | Good Music to Ensure Safe Abortion Access to All                                                                         | Por David Byrne e Devo. Parte de uma coletânea de vários artistas, disponível por apenas 24 horas no Bandcamp, com toda a renda destinada à Abortion Care Network, Brigid Alliance e Noise for Now.                                       |

## Filmografia
- 1979: The Men Who Make the Music
- 1984: We're All Devo
- 1993: The Complete Truth About De-Evolution
- 2003: Devo Live
- 2004: Live in the Land of the Rising Sun
- 2005: Devo Live 1980
- 2009: Live at the London HMV Forum – exclusivo para Ultra Devo-lux Limited Edition box set[34]
- 2014: Butch Devo and the Sundance Gig – emparelhado com The Men Who Make the Music
- 2015: Hardcore Devo Live!

### Aparições em filmes
- 1976: The Truth About De-Evolution
- 1980: Pray TV – aparecem como "Dove"
- 1982: Human Highway
- 1982: Urgh! A Music War
- 1983: Entrées de secours (curta)
- 1990: The Spirit of '76
- 1998: The Rugrats Movie
- 2011: Shut Up, Little Man!

### Aparições na TV
- 1978: Saturday Night Live
- 1979: Chorus
- 1979: Don Kirshner's Rock Concert
- 1980, 1981: Fridays
- 1980: American Bandstand
- 1980: The Merv Griffin Show
- 1981: Evening Magazine
- 1982: Square Pegs
- 1982: Late Night with David Letterman
- 1996: Ellen
- 2019: Chi Chi & Devo – documentario para o Golf Channel [35]